# ロイアーノ
ロイアーノ（伊: Loiano）は、イタリア共和国エミリア＝ロマーニャ州ボローニャ県にある、人口約4,400人の基礎自治体（コムーネ）。

## 地理

### 位置・広がり

#### 隣接コムーネ
隣接するコムーネは以下の通り。
- モンギドーロ
- モンテレンツィオ
- モンツーノ
- ピアノーロ

### 気候分類・地震分類
ロイアーノにおけるイタリアの気候分類 (it) および度日は、zona F, 3171 GGである。
また、イタリアの地震リスク階級 (it) では、zona 3 (sismicità bassa) に分類される。

## 行政

### 分離集落
ロイアーノには、以下の分離集落（フラツィオーネ）がある。
- Anconella, Barbarolo, Bibulano, Bibulano di Sopra, Ca' di Balloni, Ca' di Romagnolo, Ca' di Taddeo, Campi, Casoni, Farnè, Fornace, Gnazzano, Guarda, Molinelli, Poggiolo-Valle di Barbarolo, Quinzano, Roncastaldo, Roncobertolo, Sabbioni, Scascoli, Stiolo, Trebbo, Valle